# コマンダン・ビロ (通報艦)
コマンダン・ビロ（フランス語：Commandant Birot, F 796）は、フランス海軍のデスティエンヌ・ドルヴ級通報艦16番艦。艦名は第二次世界大戦で戦死したロジェ・ビロ海軍中佐（Roger Birot）に由来する。

## 艦歴
「コマンダン・ビロ」は、DCNロリアン工廠で建造され1981年3月23日に起工、1982年5月22日に進水、1984年3月14日に就役する。
1987年5月7日にペサック（fr:Pessac）と命名都市の関係を結んでいる。「コマンダン・ビロ」は当初ブレストに配備され海外領土や経済水域の警備の他に、潜水艦部隊の支援や法執行活動および救難を担当し海洋における諸任務に当たる。
1985年に大西洋横断航海に、1987年にも再び大西洋を航海しカリブ海諸国を訪問した。1988年7月にパペーテに配備される。1989年と1990年および1991年には西太平洋・東・東南アジア諸国を訪問した。1992年12月ヌメアに配備。1995年1月トゥーロンに配備され、3月からは黒海沿岸諸国を、6月には中東・ペルシャ湾諸国訪問する。1996年には武器禁輸措置を目的としたシャープガード作戦に参加するためアドリア海に展開した。
2001年9月にはカナリア諸島・ラス・パルマス・デ・グラン・カナリア～セネガル・ダカール～ブラジル・サルヴァドール～リオデジャネイロ～アルゼンチン・ブエノスアイレス～ウルグアイ・モンテビデオ～ブラジル・レシフェ～ダカール～マデイラ諸島に寄港し12月トゥーロンに帰港する。2002年、定期整備後の夏に西アフリカと南部アフリカ諸国を訪問する。2004年1月15日に「D646 ラトゥーシュ＝トレヴィル」と共にアジア航海を開始する。1月下旬にオマーン・サラーラ、2月上旬にモルディブ・マレ、2月中旬マレーシア・クラン、2月末から3月初旬に日本・横須賀、3月上旬に大韓民国・仁川、3月中旬中華人民共和国・青島、3月下旬シンガポール、4月中旬オーストラリア・フリーマントル、4月末レユニオン、5月にマヨットからジブチに寄港し5月28日にトゥーロンに帰港する。
2005年4月には不朽の自由作戦に参加するためアデン湾に展開、第150合同任務部隊と合流する。2008年2月にはアルジェリアと合同演習を実施し、8月には再び不朽の自由作戦に参加し第150合同任務部隊と合流しアデン湾に展開する。2009年2月、ガザ地区沖合いにて武器密輸の監視活動に従事する第448任務部隊に属していた「F735 ジェルミナル」と交代する。